# آبشار درب آسیاب
آبشار سر آسیاب، در کوه‌های جنوبی استهبان قرار دارد آب آن از چشمه قهری و چشمه پازهری تأمین می‌شود که آبی بسیار گوار و دلنشین می‌باشد. همه ساله گردشگران زیادی از تمام نقاط ایران برای دیدن این مکان به جنوب شرق استان فارس و شهرستان استهبان سفر می‌کنند تا از این طبیعت زیبا استفاده کنند. مسیر شهرستان استهبان به سبب قرارگرفتن در مسیر ترانزیتی بین استان فارس و استان کرمان قرار دارد. مسافران زیادی از آن تردد می‌کنند و بیشتر مسافران قبل از عبور از این شهرستان بسیار زیبا حتماً سری به آبشارهای آن می‌زنند؛ که آبشار درب آسیاب یکی از زیباترین این آبشارها می‌باشد.